# جون براون (لاعب كرة قدم أسترالية)
جون براون (بالإنجليزية: John Brown)‏ هو لاعب كرة قدم أسترالية أسترالي، ولد في 8 مايو 1937، وتوفي في 8 يوليو 2001.

## وصلات خارجية
- جون براون على موقع AustralianFootball.com (الإنجليزية)
- جون براون على موقع AFLtables.com (الإنجليزية)